# 万维泰利桥

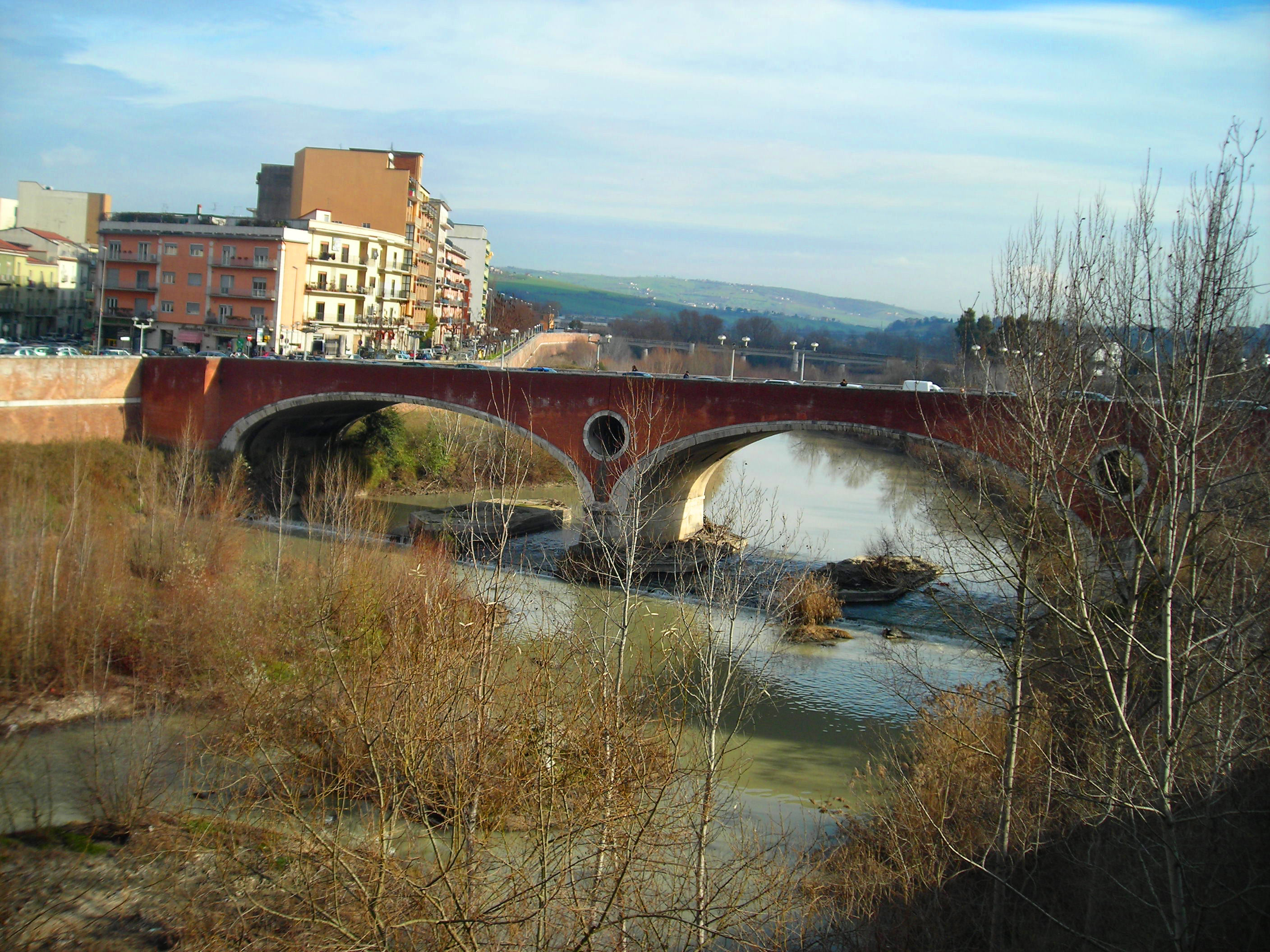
万维泰利桥

万维泰利桥（Ponte Vanvitelli），又名卡洛雷桥（Ponte di Calore），跨意大利南部的卡洛雷伊尔皮诺河，位于贝内文托，连接该市的铁路区（Rione Ferrovia）与历史区（Centro storico）。直到1960年代末，这是进入历史区的唯一通道，车辆和行人必经之处。
目前的万维泰利桥建于1960年。其实该桥历史相当悠久，可能始建于罗马帝国时期。但是在历史上曾被洪水多次摧毁。路易吉·万维泰利是18世纪的一位著名意大利建筑师，曾负责设计此桥。

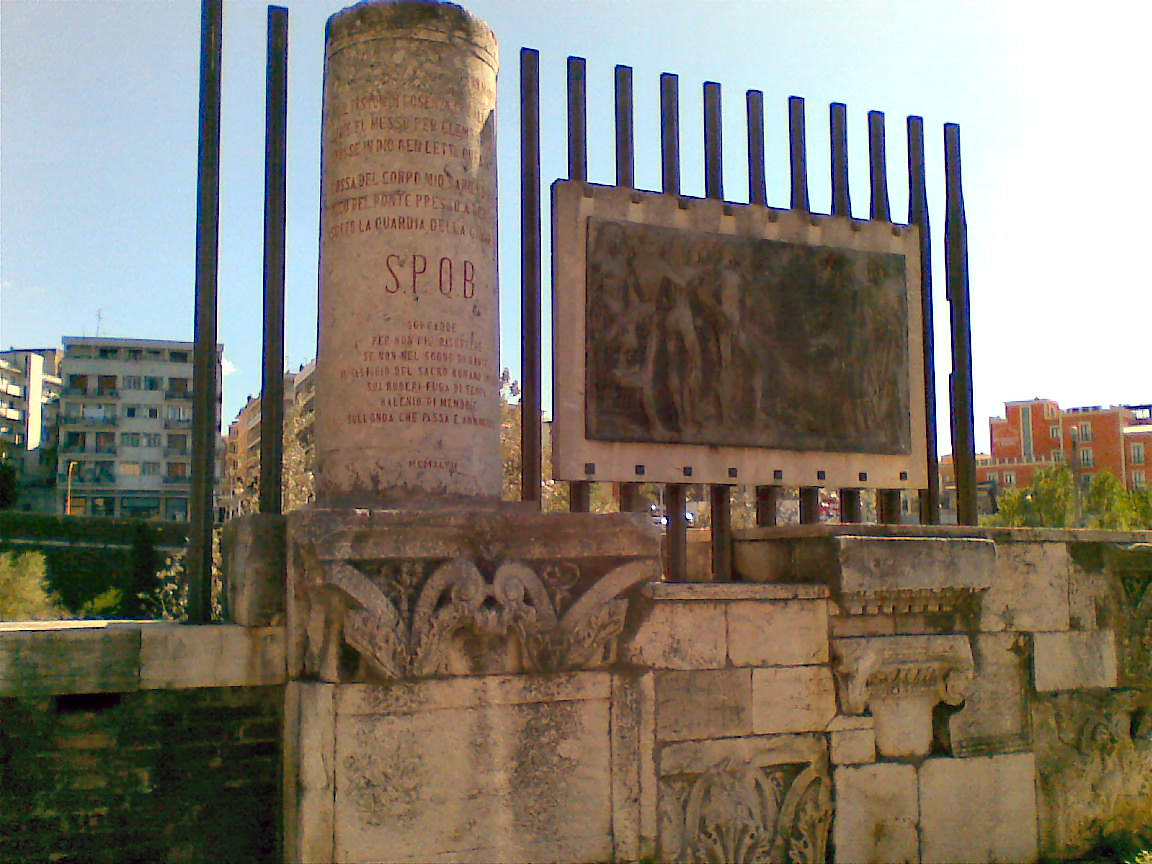
曼弗雷迪的题词